# 五百円紙幣

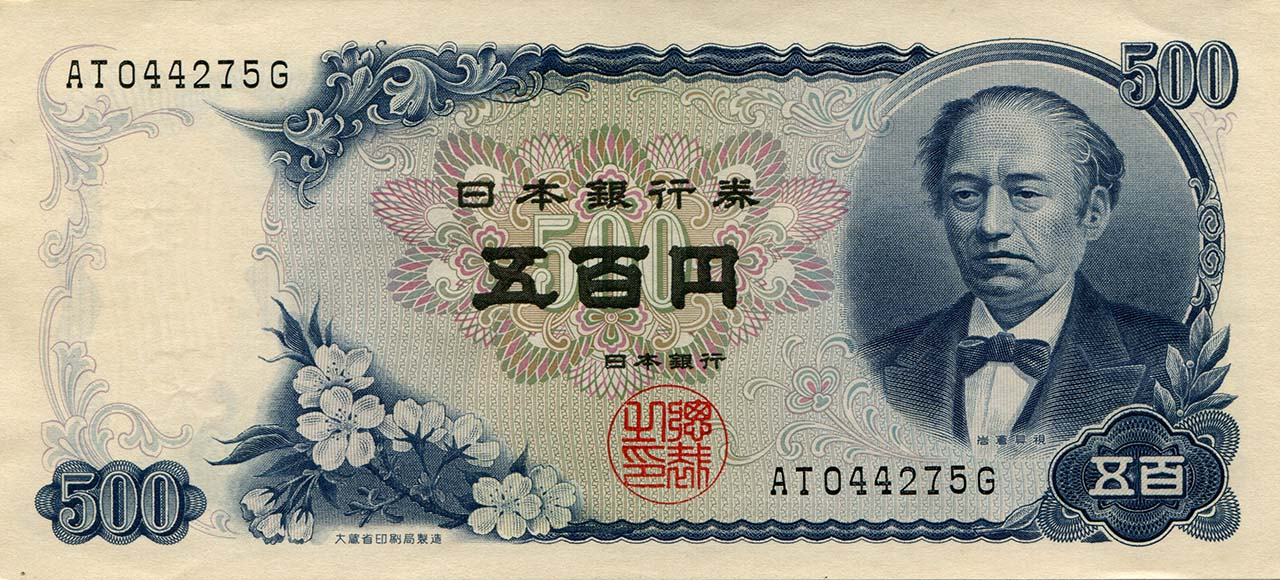
C号券

五百円紙幣（ごひゃくえん しへい）は、日本銀行券のひとつ。五百円券（ごひゃくえんけん）、五百円札（ごひゃくえんさつ）とも呼ばれる。

## 概要
B号券とC号券の2種類があり、肖像はどちらも岩倉具視となっている。現在は発行されていないが、いずれも法律上において使用可能な有効券である。1994年（平成6年）に日本銀行からの支払が停止され、以後は1982年（昭和57年）に登場した五百円硬貨がその替わりを担っている。
2券種いずれも、2024年（令和6年）現在では、自販機や鉄道駅の券売機、ATM、自動釣銭機等の各種機器で受け付けられないほか、対面取引で行使しようとする場合も見慣れぬ紙幣で真贋が判断できないとして受け取りを拒否されることがある。銀行の窓口に持ち込むと口座への預け入れや現行の紙幣・硬貨への交換ができるが、場合によっては日本銀行での鑑定に回され日数を要する場合がある他、銀行によっては取り扱い手数料が要求されることがある。
また、日銀の勘定店における現金受入時においては、旧券として定量束（10把、1000枚）に加え、端数束（10把未満の把を取り纏めたもの）単位での受入を行い、受入単位に取り纏めることに支障のあるものは引換依頼を行って差し支えないものとされている。

## B号券
B券とも呼ばれる。1951年（昭和26年）3月27日の大蔵省告示第404号「昭和二十六年四月二日から発行する日本銀行券五百円の様式を定める件」で紙幣の様式が定められている。主な仕様は下記の通り。
- 日本銀行券
- 額面 五百円（500円）
- 表面 岩倉具視
- 裏面 富士山（雁ヶ腹摺山から望む富士山）
- 印章 〈表面〉総裁之印　〈裏面〉発券局長
- 銘板 日本政府印刷庁製造
- 記番号仕様
  - 記番号色 黒色
  - 記番号構成 記号：英字1 - 2文字＋通し番号：数字6桁＋記号：英字1文字
- 寸法 縦76mm、横156mm[3]
- 製造実績
  - 印刷局から日本銀行への納入期間 1951年（昭和26年）1月16日 - 1969年（昭和44年）6月27日[4]
  - 製造枚数 2,219,000,000枚[5]
- 発行開始日 1951年（昭和26年）4月2日[3]
- 支払停止日 1971年（昭和46年）1月4日[1]
- 有効券

1946年（昭和21年）2月に終戦直後のインフレーション抑制を目的とした新円切替が実施され、切替用の新紙幣としてA号券が新たに発行されたものの、新円切替をもってしてもインフレーションの進行は抑えきれず当時の最高額面券であったA百円券の発行量が著しく増大する結果となった。また当時の切迫した状況から極めて短期間のうちに検討から製造まで行わざるを得ず、不十分な出来栄えで粗末な作りとなっていたA号券の偽造が横行したこともあり、1950年（昭和25年）には最初のB号券としてB千円券が発行された。しかし依然としてA百円券が発行枚数の60%を占めている状況で高額券の需要が多いため、翌1951年（昭和26年）には千円紙幣と百円紙幣の間を埋めるべくB五百円券が発行された。
表面右側には岩倉具視の肖像が描かれているが、これは明治中期にエドアルド・キヨッソーネにより作成された、勲章を佩用し大礼服を着た岩倉具視の肖像画をモデルにしたもので、人物の向きを変えて服装を蝶ネクタイの背広に差し替えたものとなっている。中央上下には法隆寺が所蔵する玉虫厨子の透金具のレリーフ模様を描き、左右には「500」および「五百」の文字と日本銀行行章のマイクロ文字を敷き詰めている。表面中央の地模様には正倉院宝物の「黒柿蘇芳染金銀絵如意箱」の模様をあしらっている。裏面には中央から右側にかけて富士山が描かれているが、これは写真家の名取久作が山梨県大月市の雁ヶ腹摺山山頂から撮影した写真を原画としたものである。また、裏面左側の額面金額「500」が表示された円形の輪郭の周囲には蓮花模様を描き、更にその外側を中尊寺金色堂の天蓋の「藤原模様」が取り巻く構成となっている。
透かしは野菊の図柄と「500」の数字であるが、他のB号券同様印刷と重なっていることもあり確認しにくい。当初の紙幣用紙は第二次世界大戦以前と同じく漂白した三椏のみを原料としたものであったが、のちに三椏の需給が逼迫したことからマニラ麻や木綿、尿素樹脂が混合されるようになった。この影響により発行途中で紙質が変化しており前期はクリーム色紙、後期は白色紙である。
使用色数は、表面6色（内訳は凹版印刷による主模様1色、地模様3色、印章1色、記番号1色）、裏面3色（内訳は凹版印刷による主模様1色、地模様1色、印章1色）となっている。券種の識別性を高めるため、従来の日本銀行券では旧券（大黒札）と乙五圓券を除き主模様は黒色で印刷されていたところ、凹版印刷による主模様を含め全体的に青色を基調とした券面となっている。

## C号券
C券とも呼ばれる。1969年（昭和44年）5月14日の「昭和四十四年中に発行を開始する日本銀行券五百円の様式を定める件」（昭和44年大蔵省告示第37号）で紙幣の様式が定められている。主な仕様は下記の通り。
- 日本銀行券
- 額面 五百円（500円）
- 表面 岩倉具視
- 裏面 富士山（雁ヶ腹摺山から望む富士山）
- 印章 〈表面〉総裁之印　〈裏面〉発券局長
- 銘板 大蔵省印刷局製造
- 記番号仕様
  - 記番号色 黒色
  - 記番号構成 記号：英字1 - 2文字＋通し番号：数字6桁＋記号：英字1文字
- 寸法 縦72mm、横159mm[11]
- 製造実績
  - 印刷局から日本銀行への納入期間 1969年（昭和44年）7月2日[4] - 1985年（昭和60年）11月[5]
  - 製造枚数 7,484,000,000枚[5]
- 発行開始日 1969年（昭和44年）[11]11月1日[12]
- 支払停止日 1994年（平成6年）4月1日[1]
- 有効券

B五百円券の発行開始から18年が経過し、印刷技術や偽造防止技術が陳腐化してきたことから新技術を盛り込んだC五百円券が発行された。改刷前のB五百円券のイメージを踏襲したうえで、他のC号券で盛り込まれた新たな印刷技術や偽造防止技術を取り込んだ形となっている。
表面の右側には大型の岩倉具視の肖像、裏面中央から左側にかけては山梨県大月市の雁ヶ腹摺山山頂から見た富士山の風景が描かれている。ともに原画はB号券と同じもので、やはりキヨッソーネが描いた肖像を左右反転し、服を蝶ネクタイの背広に差し替えたものを使っており、基調となる色調も同様の青色であるため全体的なデザインは似ているが、彩紋などを含め全面的に新たに彫刻されたものとなっており印刷はより精緻になっている。B五百円券と比較すると肖像が大型化して裏面の風景も立体的になり、B号券のような額縁調の硬いイメージはなくなっている。また表面左下には桜花、右下には月桂樹が、地模様としては中央に宝相華模様がそれぞれあしらわれている。
透かしは桜花の図柄と波線で、透かしの機械検知ができるよう明確なコントラストのある透かしとなっている。B号券以前の透かしよりも精緻で明瞭となったほか、B号券とは異なりその部分には印刷がされていないためこれを容易に確認できる。紙幣用紙については強度を向上するため、強靭なマニラ麻を主体に木材パルプ、藁などを混合しており、三椏は2割程度の配合となっていることから従来の紙幣用紙とは色調や感触が異なっている。発行当初は白色紙であったが、汚れが目立ちやすいことや他のC号券との統一性に欠けることからのちにクリーム色紙に変更されている。
B号券では製造効率の向上のためにB五十円券を除き縦方向の寸法を同じにして、横方向の寸法のみを額面金額が上がるにつれて8mm間隔で長くしていたが、C号券では券種識別性向上のために額面金額が上がるにつれて縦方向に4mm、横方向に5mmずつ長くする形式に変更された。
使用色数は、表面9色（内訳は凹版印刷による主模様2色、地模様5色、印章1色、記番号1色）、裏面5色（内訳は凹版印刷による主模様1色、地模様3色、印章1色）となっている。
1982年（昭和57年）4月1日に五百円硬貨（五百円白銅貨）が発行された後も1985年（昭和60年）までC五百円券の製造は続けられ、1994年（平成6年）4月まで日本銀行から払い出しされていた。
日本の現在発行されていない旧紙幣の中では現存数が非常に多く、未使用の100枚帯封や1000枚完封が古銭市場やネットオークション等に現れることもあるほどであり、珍番号やエラーなどの条件がない限り古銭商が買い取りすることはほぼない。
沖縄の本土復帰に伴う通貨交換（第五次通貨交換）用の特殊記号券が存在し、記番号の英字の組み合わせのうちいくつか特定のものがこれに当たるが、その現存数は非常に少ない。

## 透かし

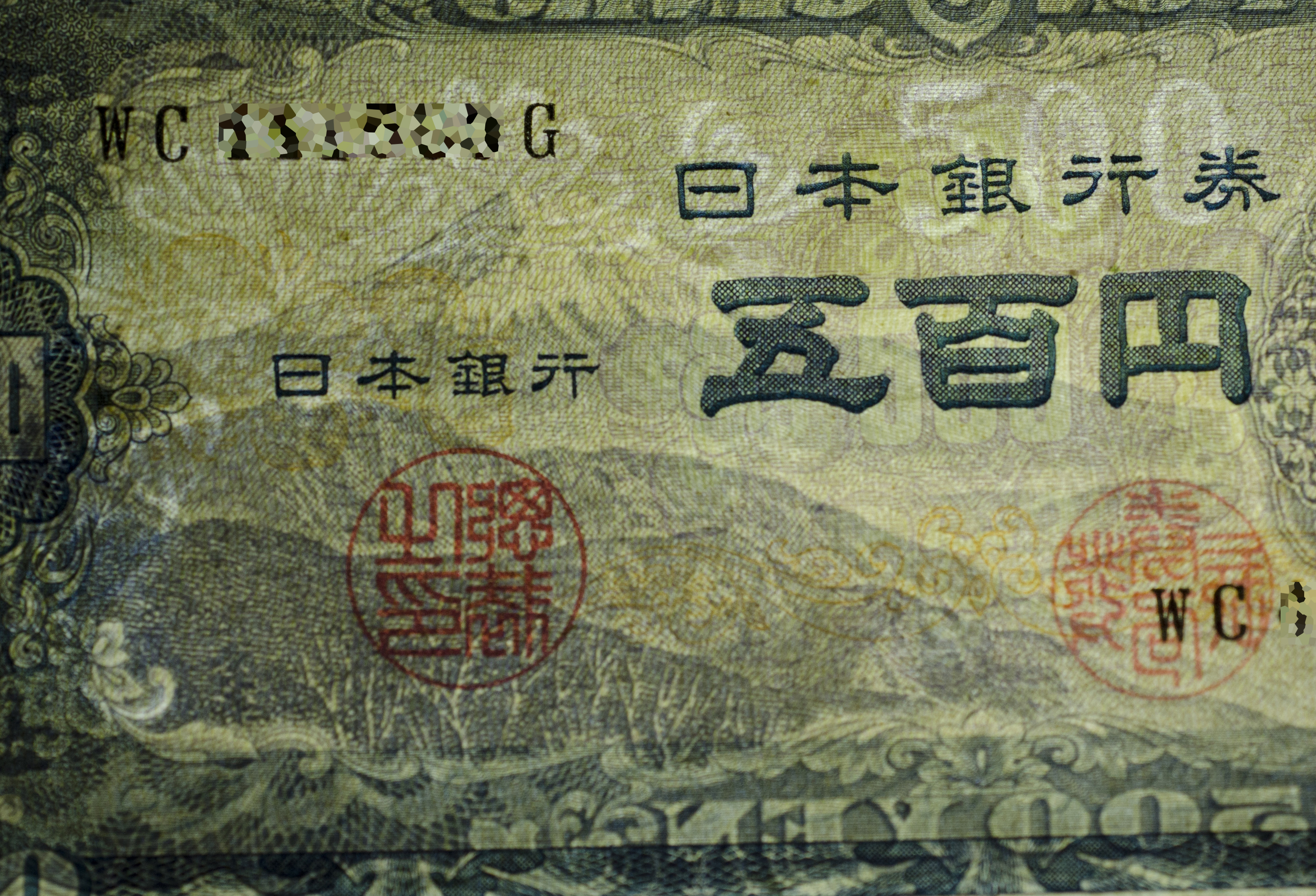
B号券: 野菊と"500"
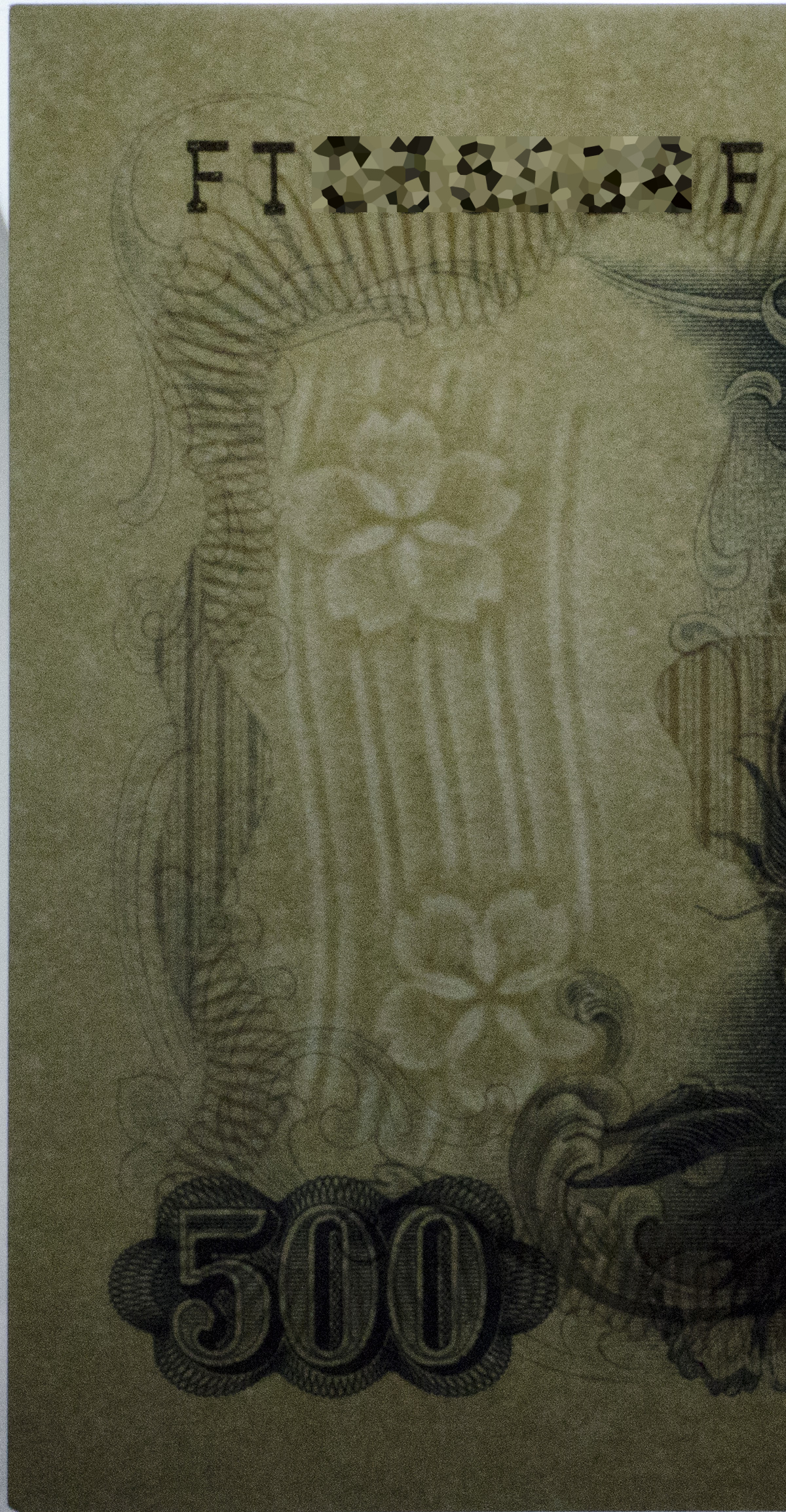
C号券: 桜花と波線

## 未発行紙幣
い五百圓券
肖像は武内宿禰。1945年（昭和20年）の第二次世界大戦終戦直後の急激なインフレーションによる紙幣需要の急増に対応することを目的とした、当時としては超高額券でありながらオフセット印刷の簡易的な紙幣である。
第二次世界大戦最末期に敗戦などを想定して発行が企画され、終戦直後の混乱の中で製造には着手したものの、視察中の大蔵大臣が偶然印刷中の紙幣を目の当たりにし、余りにも粗末でみすぼらしい出来栄えの紙幣であったことから、これを発行することはかえって国民のインフレ心理を煽り日本の国力の衰退を印象付ける恐れがあることや、偽造が懸念されるといったマイナスの影響を勘案し公示と発行を見送ったとされる。
図柄は表面中央に武内宿禰の肖像が描かれており、地模様には古代唐草のレリーフ模様があしらわれている。裏面は彩紋模様と唐草模様、宝相華が描かれている。肖像は他額面の紙幣からの複製、その他の図案も丁貳百圓券、朝鮮銀行券、台湾銀行券などといった印刷局が手掛けた他の紙幣の版面を繋ぎ合わせたデザインとなっている。寸法は縦97mm、横168mmで、印章は表面に「総裁之印」と「発券局長」の2個が配置されている。記番号は組番号（記号）のみの表記で赤色で印字されており通し番号はなく、銘板は「大日本帝國印刷局製造」となっている。
透かしは桐図柄の白透かしによるちらし透かしである。
使用色数は、表面3色（内訳は主模様1色、地模様1色、印章・記番号1色）、裏面1色となっている。
1945年（昭和20年）11月30日から翌1946年（昭和21年）2月21日にかけて組番号（記号）1から8までの2374万7000枚が製造されたが、発行計画が中止となったことにより製造済の通用券は全て廃棄処分されて現存しておらず、見本券のみが現存する。

A五百円券
肖像は弥勒菩薩像。1945年（昭和20年）に終戦直後の猛烈なインフレーションの抑制策として、政府が極秘裏に検討していた預金封鎖に向けて準備されていた紙幣である。
券面を左右に二分した図柄が特徴的であり、表面左側には円形の枠内に広隆寺の弥勒菩薩像の顔部分を、右側には円形の枠内に法隆寺の仏像の光背と菊花を描いたものであった。裏面には団扇や檜扇の原型である「翳」の図柄模様を描いている。デザインについては、新紙幣の図案公募が行われ民間企業の凸版印刷株式会社が提案した図案の1つである。
しかしながら当時は連合国軍占領下であり、GHQ（連合国軍最高司令官総司令部）のインフレーションや闇取引助長の懸念により発行の承認が得られず、印刷や発行は行われなかった。デザインはA百円券に流用することが検討されていたものの、最終的に別デザインとなったため流用は行われなかった。

## 変遷
- 1951年（昭和26年）3月27日：B五百円券の様式を制定[3]。
- 1951年（昭和26年）4月2日：B五百円券発行開始[3]。図柄は岩倉具視と富士山。
- 1969年（昭和44年）5月14日：C五百円券の様式を制定[11]。
- 1969年（昭和44年）11月1日：C五百円券発行開始[11][12]。図柄は岩倉具視と富士山。B号券と同じ題材だがデザインは異なる。
- 1971年（昭和46年）1月4日：B五百円券の日本銀行からの支払停止[1]。
- 1994年（平成6年）4月1日：C五百円券の日本銀行からの支払停止[1]。

後継は1982年（昭和57年）4月1日に発行開始された五百円硬貨（五百円白銅貨）である。